# ليستير ستيرلينغ
ليستير ستيرلينغ (بالإنجليزية: Lester Sterling)‏ هو عازف ساكسفون جامايكي، ولد في 31 يناير 1936 في كينغستون في جامايكا.

## وصلات خارجية
- ليستير ستيرلينغ على موقع IMDb (الإنجليزية)
- ليستير ستيرلينغ على موقع ميوزك برينز (الإنجليزية)
- ليستير ستيرلينغ على موقع أول ميوزيك (الإنجليزية)
- ليستير ستيرلينغ على موقع ديسكوغز (الإنجليزية)